# Olešky (Ukrajina)
Olešky (ukrajinsky Олешки, rusky Алёшки / Aljoški, do roku 2016 Cjurupynsk) jsou město v Chersonské oblasti na jižní Ukrajině. Leží na levém břehu jednoho z ramen Dněpru, naproti oblastnímu městu Cherson, jehož satelitem se stal během 20. století. Žije zde přibližně 24 tisíc obyvatel. Od počátku ruské invaze na Ukrajinu je město okupováno Ruskou federací.

## Historie
Od roku 1928, kdy bylo město přejmenováno po místním rodákovi a sovětském politikovi Alexandru Cjurupovi, se jmenovalo Cjurupinsk. V roce 2016 došlo k návratu názvu města k původnímu názvu. Přestože zde patrně existovalo osídlení již v době Kyjevské Rusi (1084), městem se staly Olešky teprve roku 1854; do té doby byly kozáckou osadou. Rychlý růst na přelomu 19. a 20. století byl zastaven občanskou a druhou světovou válkou. Dnes zde proto nejsou k vidění téměř žádné památky, nedaleko se však nachází největší areál vátých písků v Evropě – Oleškovské písky.

## Doprava
Město je spojeno s Chersonem frekventovanou autobusovou a maršrutkovou dopravou, stavbu dlouho projektované trolejbusové trati přes Antonivský most zastavila v roce 2008 hospodářská krize. Železniční stanice na trati Cherson – Džankoj je od města asi 8 km vzdálena.